# François Devouassoud
François Devouassoud, né le 2 septembre 1831 au hameau des Barrats (Chamonix) et mort le 20 juillet 1905 à Chamonix, est un alpiniste et guide de haute montagne français qui a réalisé de nombreuses premières, notamment en compagnie du grand alpiniste Douglas William Freshfield.

## Biographie
Devouassoud a été scolarisé à Sallanches puis à Bonneville. Dans sa jeunesse, il a passé quelque temps dans un séminaire pour jésuites avant de revenir à Chamonix pour s'y consacrer à l'enseignement.
Instituteur de profession, François Devouassoud est admis à la Compagnie des guides de Chamonix en 1849. De 1868 à 1892, Douglas William Freshfield et François Devouassoud se retrouvent chaque année pour une saison d'escalade dans les Alpes ou dans des massifs éloignés comme le Caucase. Cette fidèle association n'exclut pas la participation d'autres alpinistes comme Francis Fox Tuckett, Horace Walker, Adolphus Warburton Moore ou Charles Comyns Tucker.
François Devouassoud a été trésorier de la Compagnie des guides de Chamonix mais en a refusé la présidence.

## Premières
- 25 août 1865 - Cima Presanella avec M. Beachcroft, Douglas William Freshfield et Horace Walker.
- 16 juin 1865 - Grande Mèsule avec G. H. Fox, Douglas William Freshfield, Francis Fox Tuckett et Peter Michel.
- 28 juin 1865 - Pizzo Tresero (3 602 m) dans le massif de l'Ortles avec Francis Fox Tuckett, J.H. Backhouse, G.H. Fox et Peter Michel.
- 10 juillet 1866 - Éperon nord-est du Bietschhorn avec Charles Comyns Tucker et F. von Allmen.
- 25 juillet 1866 - Piz Cengalo avec Douglas William Freshfield et Charles Comyns Tucker.
- 27 juillet 1867 - Piz Badile avec William Auguste Coolidge et Henri Devouassoud.
- 1er juillet 1868 - Mont Kazbek avec Douglas William Freshfield, Adolphus Warburton Moore et Charles Comyns Tucker.
- 31 juillet 1868 - Antécime nord-ouest de l'Elbrouz avec Douglas William Freshfield, Adolphus Warburton Moore et Charles Comyns Tucker.
- août 1871 - Cima Brenta avec Douglas William Freshfield et Francis Fox Tuckett.
- 31 août 1874 - paroi ouest et arête nord de la Cima Catinaccio avec Charles Comyns Tucker et T. H. Carson.
- 4 septembre 1875 - Sass Maor (2 814 m), chaînon des Pale (dans les Dolomites) avec Henry Awdry Beachcroft, Charles Comyns Tucker et Battista Della Santa.